# 氟膦丙胺
氟膦丙胺（开发代号AZD-3355），化学名P-[(2R)-3-氨基-2-氟丙基]次磷酸，是由阿斯利康开发的用于治疗胃食管反流的实验药物，属GABAB受体激动剂，抗反流作用机制和巴氯芬相似，作用于胃迷走神经反射通路靶点，但副作用比巴氯芬低，因为巴氯芬可通过血脑屏障引起中樞神經副作用而限制其临床应用。因在临床II期实验中显示对胃食管反流治疗效果无临床意义而被终止开发。其可由丝氨酸经氟代和还原得到2-氟-1-羟基丙胺中间体，随后经三苯基膦和碘使中间体的羟基转换成碘原子，随后用双(三甲基硅基)亚磷酸酯[HP(OTMS)2]进行反应即可得到氟膦丙胺。